# 梁高榮
梁高榮 1956年生於台南市，美國普渡大學工業工程博士（1987），研究領域：拍賣理論、現場監控系統設計、資料庫系統。

## 學歷
- 國立交通大學控制工程學系學士
- 國立台灣大學電機工程學研究所碩士

- 美國普度大學工業工程學系博士[2]

## 經歷
- 曾任職美國AT&T貝爾實驗室
- 曾任職法國資訊與自動化研究院(INRIA)
- 兼任農委會農產運銷作業自動化技術服務團團長
- 兼任農委會農產品電子商務技術服務團團長
- 曾任職國立交通大學工業工程與管理學系

## 獲獎
- 「優秀青年工業工程師獎」(1995)[3]

- 「傑出資訊應用獎」(1995)[3]

## 著作
- 農產品交易工程學 [4]
- 誘因驅動型供應鏈的設計 [5]
- 裴氏圖與記號圖:可程式控制器的分析工具 [6]
- 供應鏈的非對稱資訊分析：從經濟訂購量到供應商庫存管理[7]
- 資料倉儲技術在台灣花卉產業應用的歷史回顧 [8]
- 黃金店面承租策略與合約設計 -以便利超商為例 [9]